# 전격 하비 매거진
《전격 하비 매거진》(영어: Dengeki Hobby Magazine, 일본어: 電撃ホビーマガジン)은 아스키 미디어 웍스(구 미디어 웍스)가 발행하는 모형 잡지이다.

## 창간의 계기와 잡지 개요
반다이의 잡지 《B-CLUB》의 후계인 《전격 B-매거진》에서 특촬물과 하비의 정보 기사를 《전격 하비 매거진》으로 애니메이션 정보를 1999년 4월에 창간한 《전격 애니메이션 매거진》(2001년 4월에 휴간, 후에 《전격 아니메가》로 복간하지만 다시 휴간)로 분할하여 1998년 11월 25일에 창간되었다.
편집 스탭의 대부분이 《월간 하비 재팬》에서 스카우트되었다. 《전격 하비 매거진》은 《하비 재팬》보다 판형이 컸는데, 후에 《하비 재팬》은 지면, 구성을 개선하는 동시에 판형을 《전격 하비 매거진》과 같은 크기로 키웠다. 반면 지면의 레이아웃과 연재 기획 등은 《모델 그래픽스》의 영향을 강하게 받았다.
타사의 모형 잡지에 비해 건프라, 조이드 등의 입체물 부록이 많은 점이 특징이다. 특히 건프라에 관해서는 반다이와 제휴해 건프라 개조용 부품이나 오리지널 키트를 부록에 첨부하는 등 건프라 애호자들을 노린 기획을 적극적이고 대담하게 전개해 나갔다.
2007년 12월 14일에는 아크라이드, 웨이브, 캐러애니, 미디어 웍스의 4개사가 참가해 본지가 프로듀싱을 맡은 모형점 〈슈퍼모델러즈〉를 아키하바라에 개점했지만, 2년도 채 안돼 폐점했다.
2015년 5월 25일에 발매호를 통해 종이 매체로의 발행을 종료하고, 인터넷 매체의 정보 사이트 《전격 하비 웹》으로 이행하였다.

## 같이 보기
- 모형 잡지
- 전격 스케일 모델러